# Palazzo di Jaipur

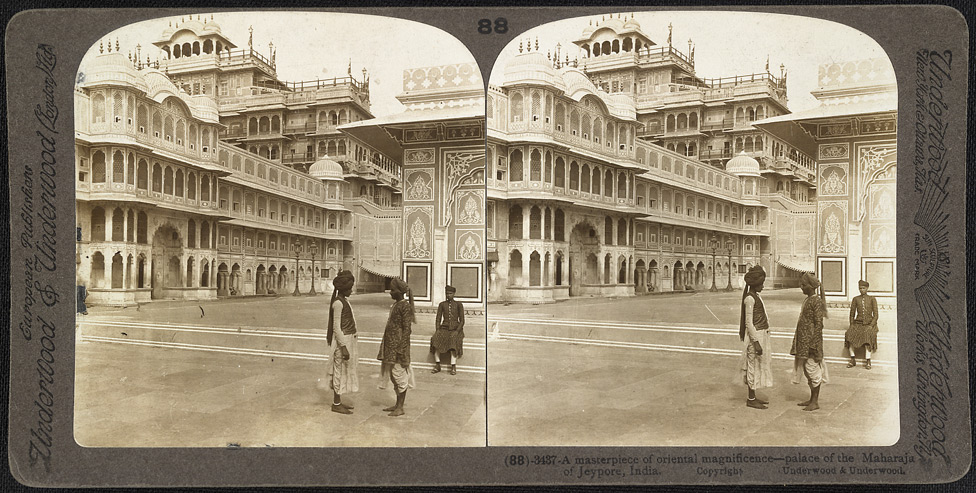
Immagine stereoscopica del Chandra Mahal nel 1903

Il Palazzo di Jaipur (Jaipur City Palace), che comprende i palazzi del Chandra Mahal e del Mubarak Mahal e altri edifici, e un complesso di palazzi monumentali a Jaipur, capitale dello stato del Rajasthan in India. Fu la sede del Maharaja di Jaipur, il capo del clan rajput dei Kachwaha. Il palazzo del Chandra Mahal ospita ora un museo, ma la sua parte maggiore è tuttora una residenza reale. Il complesso di palazzi, che è ubicato a nord est del centro della pianta a scacchiera della città di Jaipur, incorpora un'impressionante e vasta schiera di cortili, giardini ed edifici. Il palazzo fu costruito fra il 1729 e il 1732, inizialmente dal Sawai Jai Singh II, sovrano di Amer. Egli progettò e costruì le mura esterne, e aggiunte posteriori furono fatte dai sovrani successivi fino al XX secolo. Il credito per l'assetto urbano della città e delle sue strutture è attribuito a due architetti, vale a dire Vidyadar Bhattacharya, il principale architetto della corte reale, e sir Samuel Swinton Jacob, a parte il Sawai stesso che era un appassionato entusiasta di architettura. Gli architetti realizzarono una fusione degli Shilpa Shastra dell'architettura indiana con gli stili dell'architettura rajput, moghul ed europea.

## Storia

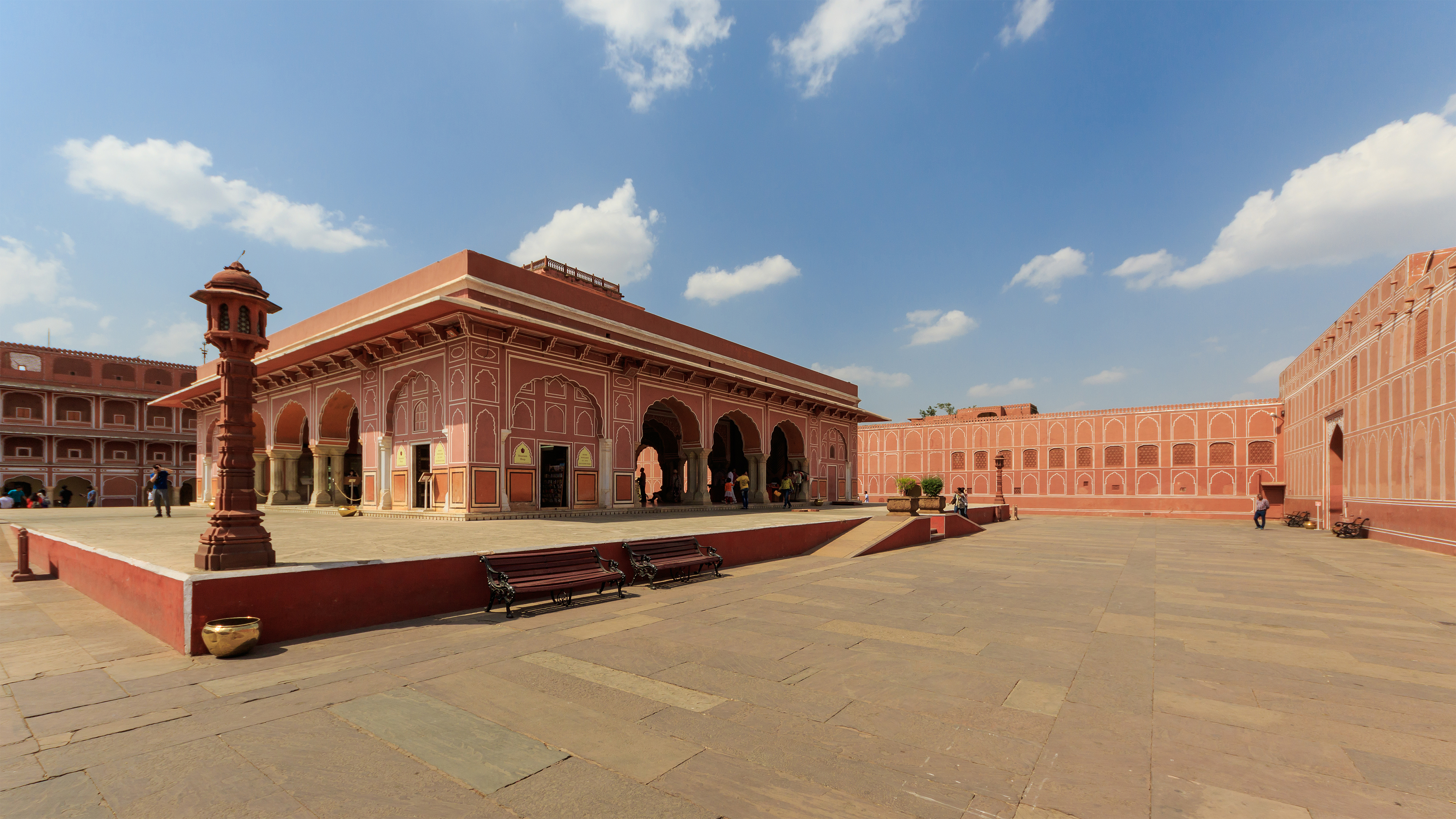
Palazzo di Jaipur

Il complesso di palazzi sorge nel cuore della città di Jaipur, a nord est del centro vero e proprio, localizzato a 26°55′31.8″N 75°49′24.96″E. Il sito del palazzo era situato sull'area di un padiglione di caccia reale su un terreno pianeggiante circondato da una catena di colline rocciose, cinque miglia a sud della città di Amer. La storia del palazzo è strettamente legata alla storia della città di Jaipur e dei suoi sovrani, a partire dal maharaja Sawai Jai Singh II che governò nel 1699-1744. A lui si attribuisce di aver iniziato l'edificazione del complesso della città costruendo il muro esterno del complesso che si estende su molti acri. Inizialmente, egli governò dalla sua capitale ad Amer, che sorge a una distanza di 11 chilometri (7 mi) da Jaipur. Spostò poi la sua capitale da Amer a Jaipur nel 1727 a causa di un aumento della popolazione e della crescente penuria d'acqua. Progettò la città di Jaipur in sei isolati separati da ampi viali, sulla base classica dei principi del Vastu Shastra e di altri simili trattati classici sotto la guida architettonica di Vidyadar Bhattacharya, un uomo che fu inizialmente un contabile del tesoro di Amer e fu in seguito promosso alla carica di Capo Architetto dal Re.
In seguito alla morte di Jaisingh nel 1744, ci furono guerre micidiali tra i re rajput della regione, ma furono mantenute relazioni cordiali con il Raj britannico. Il maharaja Ram Singh si schierò con i Britannici nella Rivolta dei Sepoy o Rivolta indiana del 1857 e si impose presso i governanti imperiali. Va a suo onore che la città di Jaipur con tutti i suoi monumenti (compreso il Palazzo di Jaipur) sono in stucco dipinto di "rosa" e da allora la città è stata chiamata la "Città Rosa". Il cambiamento nello schema di colori fu un segno di ospitalità esteso in onore del Principe di Galles (che in seguito divenne re Edoardo VII) durante la visita. Questo schema di colori è divenuto da allora un segno distintivo della città di Jaipur.
Man Singh II, il figlio adottivo del maharaja Madho Singh II, fu l'ultimo Maharaja di Jaipur a governare dal palazzo del Chandra Mahal, a Jaipur. Questo palazzo, tuttavia, continuò ad essere una residenza della famiglia reale anche dopo che il regno di Jaipur si fuse con l'Unione Indiana nel 1949 (dopo l'indipendenza indiana dell'agosto 1947) insieme agli altri stati rajput di Jodhpur, Jaisalmer e Bikaner. Jaipur diventò la capitale dello stato indiano del Rajasthan e Man Singh II ebbe l'onore di diventare per un periodo il Rajapramukh (attuale Governatore dello stato) e in seguito fu l'Ambasciatore dell'India in Spagna.

## Strutture
Il Palazzo di Jaipur è nella parte centro-nordorientale della città, che si trova in una pianta a scacchiera con ampi viali. È un unico e singolare complesso di vari palazzi, padiglioni, giardinie e templi. Le strutture più eminenti e più visitate nel complesso sono il Chandra Mahal, il Mubarak Mahal, il Mukut Mahal, il Palazzo della Maharani, il Tempio di Shri Govind Dev e il Museo del Palazzo.

### Porte d'entrata

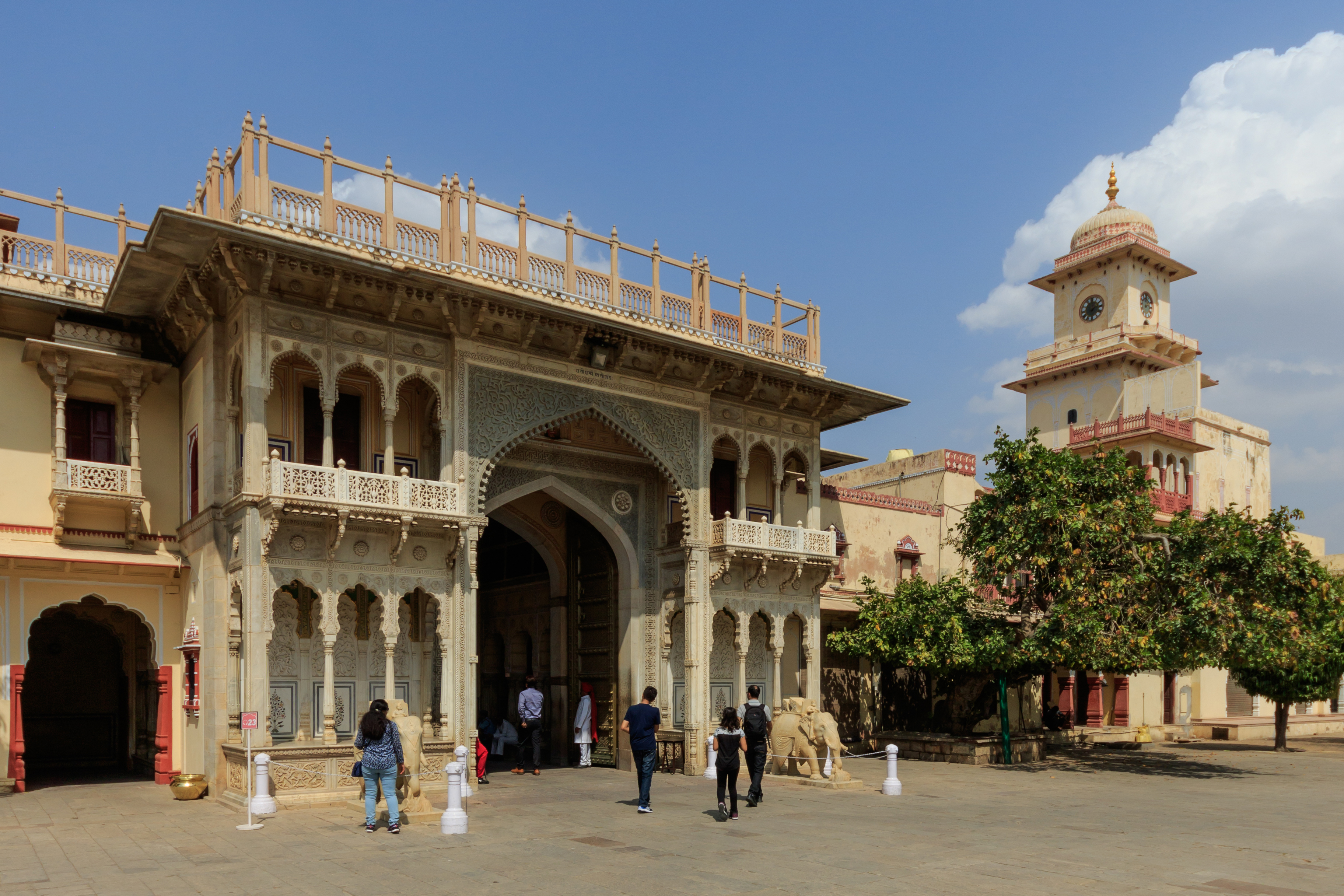
Arco d'ingresso

Virendra Pol, Udai Pol vicino a Jaleb chowk e la Porta Tripolia (triplice porta) sono le porte d'entrata al Palazzo di Jaipur. La porta Tripolia è riservata all'entrata nel palazzo della famiglia reale. Le persone comuni e i visitatori possono entrare nel complesso di palazzi solo attraverso il Virendra Pol e l'Udai Pol o l'Atish Pol (Porta Stabile). L'entrata da Virendra Pol conduce al Mubarak Mahal. Gli accessi sono riccamente decorati.

### Mubarak Mahal

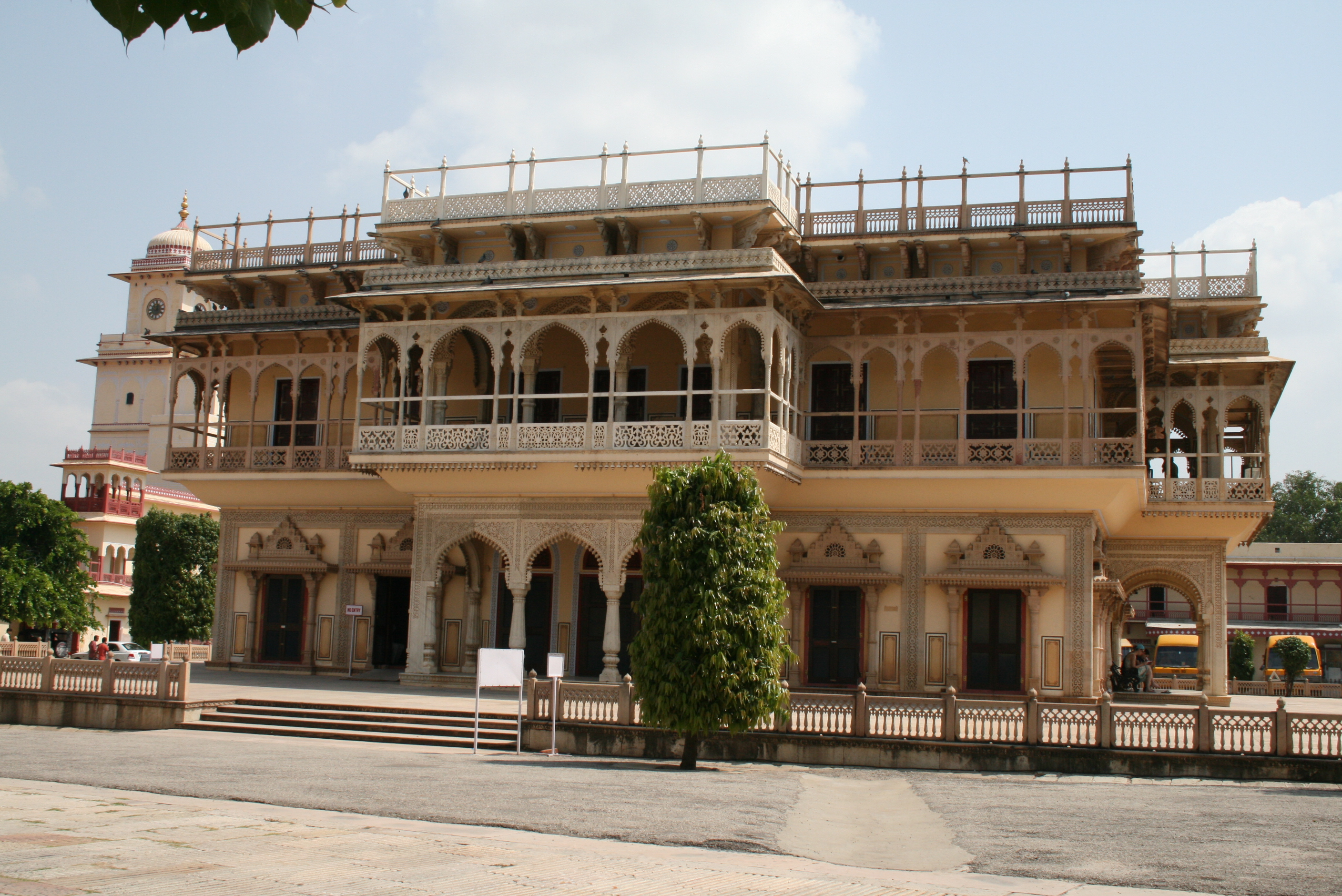
Mubarak Mahal

Mubarak Mahal, che significa il "Palazzo Propizio", fu costruito con una fusione degli stili architettonici islamici, rajput ed europei alla fine del XIX secolo dal maharaja Madho Singh II come centro di ricevimento. È un museo; un bel repertorio di una varietà di tessuti come i costumi reali formali, le stampe a blocchi sanganeri, gli scialli ricamati, le pashmine del Kashmir e i sari di seta in quanto parte del Museo del maharaja Sawai Man Singh II. Una notevole esposizione qui è la serie di voluminosi abiti indossati da Sawai Madhosingh I, che era alto 1,2 metri (3,9 ft) e pesava 250 chilogrammi (550 lb) ma, fatto interessante, ebbe 108 mogli.

### Chandra Mahal

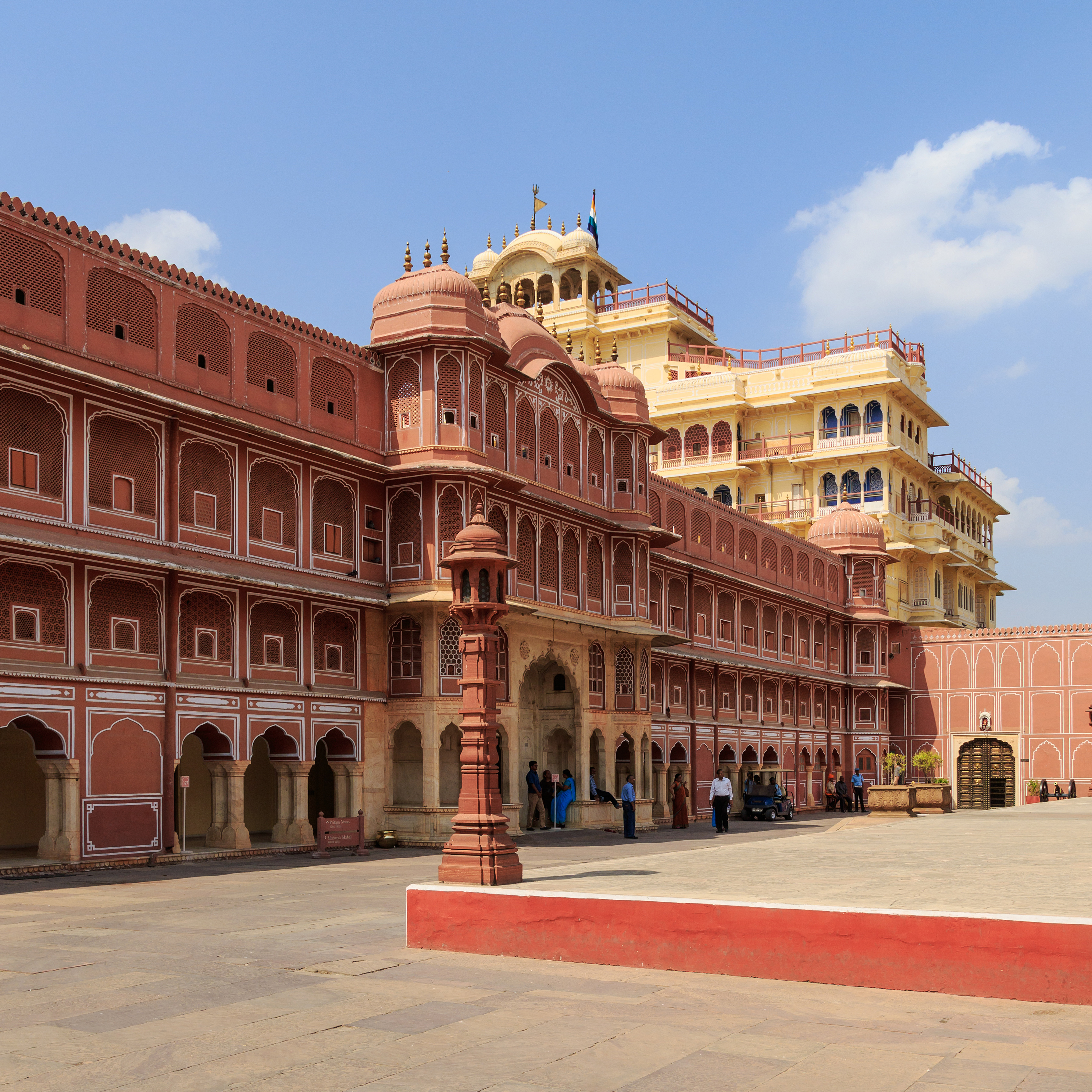
Chandra Mahal. In cima si vede la bandiera della famiglia reale.

Il Chandra Mahal o Chandra Niwas è l'edificio più imponente del complesso del Palazzo di Jaipur, alla sua estremità ovest. È un edificio di sette piani e a ciascun piano è stato dato un nome specifico come i Sukh-Niwas, Ranga-Mandir, Pitam-Niwas, Chabi-Niwas, Shri-Niwas e Mukut-Mandir o Mukut Mahal. Contiene molti dipinti unici, specchi sui muri e decorazioni floreali. Attualmente, la maggior parte di questi palazzo è la residenza dei discendenti degli ex sovrani di Jaipur. Ai visitatori è accessibile solo il piano terra dove è localizzato un museo che mostra tappeti, manoscritti e altri oggetti che appartenevano alla famiglia reale. C'è una bella porta di pavoni all'entrata del Mahal. Ha balconi riparati e un padiglione sul tetto da dove si può ammirare una veduta panoramica della città. È collocato in mezzo a giardini ben disposti e ad un lago decorativo sul davanti.
Sempre in cima al Chandra Mahal si vede la bandiera della famiglia reale, che appare spiegata quando il Maharaja è nel palazzo. Si dice tradizionalmente che le dimensioni della bandiera sono "una e un quarto": si tratta in realtà di due bandiere, una a dimensione intera e un'altra grande un quarto della prima che viene posta sotto di essa. Tuttavia, quando il re è assente, sull'edificio è issata la bandiera della regina.
C'è un interessante aneddoto narrato a proposito della "bandiera una e un quarto", che è la bandiera con le insegne dei Maharaja di Jaipur. L'imperatore Aurangzeb, che partecipò al matrimonio di Jai Singh, strinse le mani al giovane sposo e gli fece gli auguri per il suo matrimonio. In questa occasione, Jai Singh fece un commento irriverente all'Imperatore affermando che il modo in cui gli aveva stretto le mani faceva sì che l'Imperatore si fosse assunto il compito di proteggere lui (Jai Singh) e il suo regno (quasi cioè che fosse stato l'Imperatore a sottomettersi al giovane Maharaja e non il contrario). Aurangzeb, invece di rispondere con indignazione alla battuta, si sentì compiaciuto e conferì al giovane Jai Singh il titolo di Sawai, che significa "uno e un quarto", volendo intendere che malgrado la sua giovane età si era dimostrato più audace di un uomo, ossia appunto "un uomo e un quarto". Da allora i Maharaja di Jaipur hanno prefisso il titolo di Sawai ai loro nomi. Quando risiedono in un luogo, essi sventolano anche la loro bandiera una e un quarto negli edifici e nei palazzi in cui si trovano.
C'è anche una storia tragica legata a questo palazzo. Ishawri Singh, figlio di Jai Singh, che non era disposto ad affrontare l'esercito dei Maratti in avanzata, mise fine alla sua vita in modo umiliante facendosi mordere da un serpente. Dopodiché, anche le sue 21 mogli e concubine commisero il suicidio rituale allora accettato del sati o jauhar (autoimmolazione sulla pira funebre del loro marito).

### Pitam Niwas Chowk
È un cortile interno, che fornisce accesso al Chandra Mahal. Qui, ci sono quattro piccole porte (noto come Ridhi Sidhi Pol) che sono adornati con temi che rappresentano le quattro stagioni e gli dei indù. Le porte sono la Porta dei Pavoni Nord-orientale (con motivi di pavoni sulla soglia) rappresentante l'autunno e dedicata al Signore Visnù; la Porta Sud-orientale del Loto (con un disegno continuo a fiori e petali) evocante la stagione estiva e dedicata al Signore Shiva-Parvati; la Porta Verde Nord-occidentale, chiamata anche Porta Leheriya (che significa: "delle onde"), in colore verde evocante la primavera e dedicata al Signore Ganesha e, da ultimo, la Porta Rosa con motivi floreali ripetuti rappresentante la stagione invernale e dedicata alla Dea Devī.

### Diwan-I-Khas

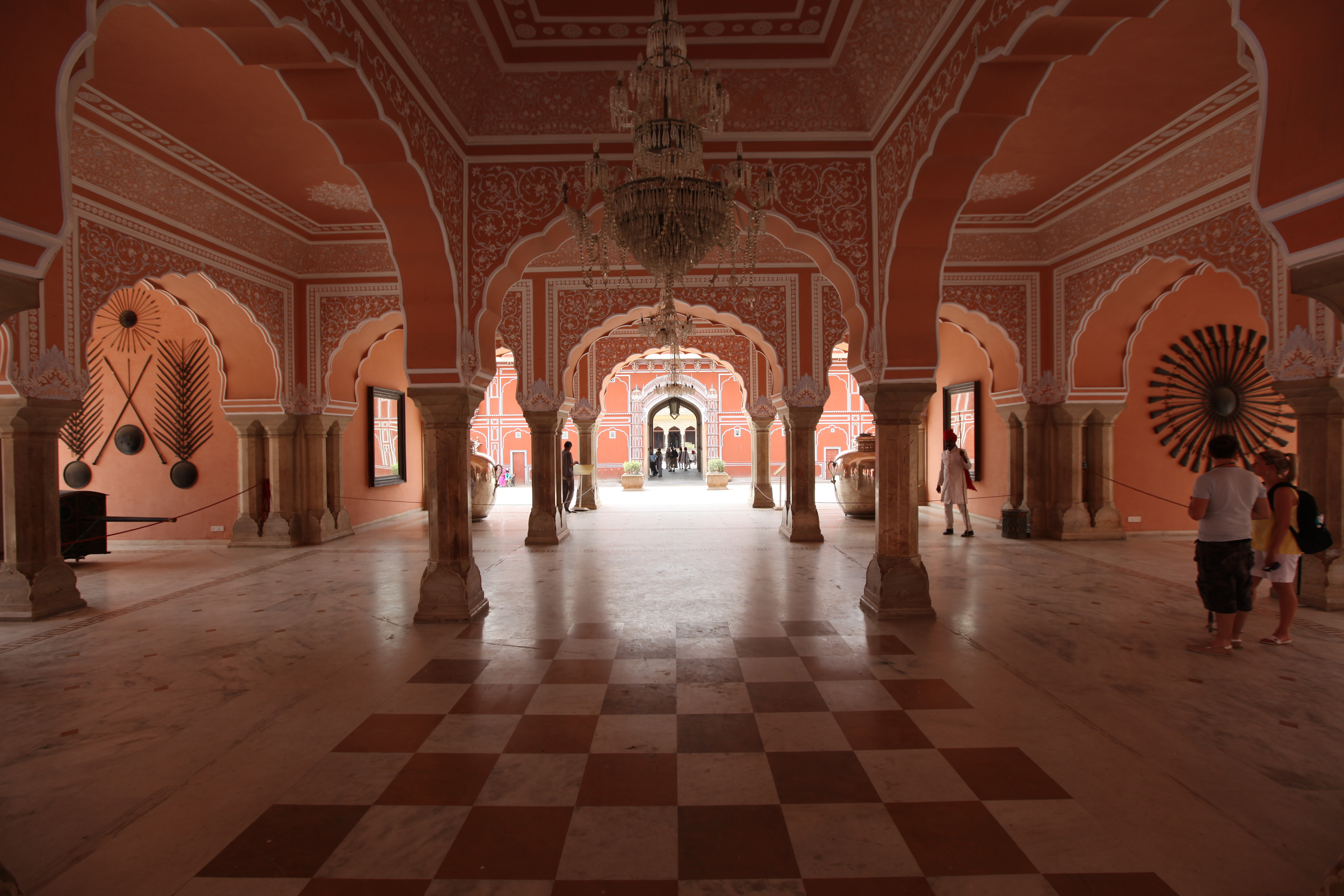
Diwan-I-Khas

Il Diwan-I-Khas era una sala privata per le udienze dei Maharaja, una camera con il pavimento di marmo. È localizzata tra l'armeria e la galleria d'arte. Ci sono qui in mostra due enormi vasi di argento sterling alti 1,6 metri (5,2 ft), ciascuno con una capacità di 4.000 litri e un peso di 340 kg (750 lb). Furono fatti da 14.000 monete di argento fuso senza saldatura. Sono registrati ufficialmente dal Guinness dei Primati come i più grandi vasi in argento sterling del mondo. Questi vasi furono fatti appositamente dal maharaja Sawai Madho Singh II, che era un indù assai pio, per trasportare l'acqua del Gange da bere nel suo viaggio in Inghilterra nel 1901 (per l'incoronazione di Edoardo VII) poiché era preoccupato di commettere peccato religioso consumando l'acqua inglese. I vasi sono chiamati Gangajelies (urne delle acque del Gange). Ci sono numerosi candelieri di cristallo appesi al soffitto (normalmente coperti con fogli di plastica per impedire che si raccolga la polvere), che vengono scoperti in occasioni speciali.

### Diwan-I-Aam

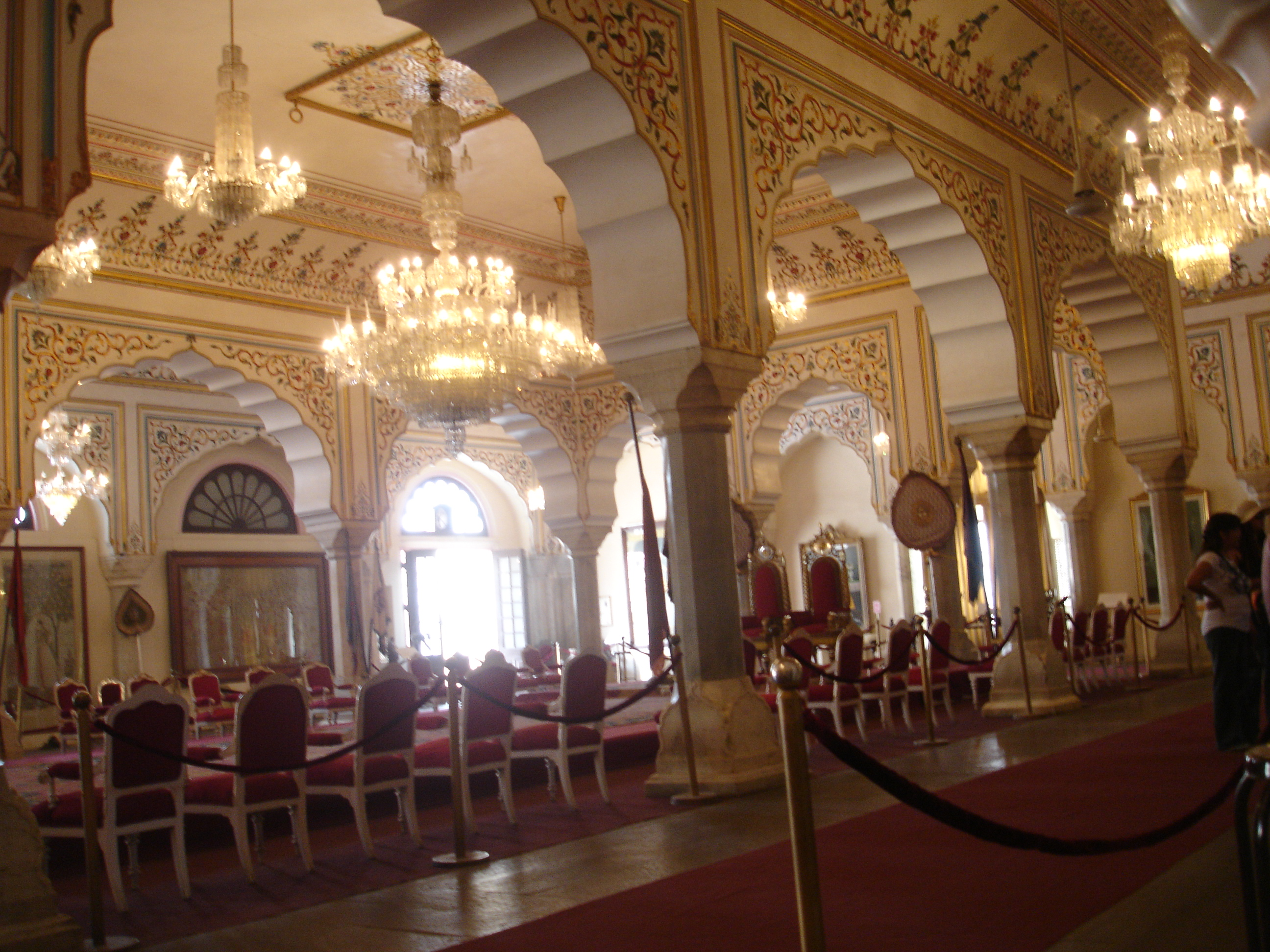
SabhaNiwas

Il "Diwan-E-Aam" (Sabha Niwas) o "Sala dell'Udienza Pubblica" è una camera incantevole, con il soffitto riccamente decorato in vivaci colori rosso e oro. È un'importante attrazione nel cortile di Mubarak Mahal. Questa camera, che funziona ora come una galleria d'arte, ha esposizioni di squisiti dipinti in miniatura (di arte rajastahni, moghol e persiana), testi antichi, coperte ricamate, scialli di Kashmir e tappeti. Sotto affascinanti soffitti dipinti sono custoditi rari e antichi manoscritti originali delle scritture indù (la sacra scrittura indù del Bhagavad Gita scritta a mano in minuscoli caratteri). Nella galleria d'arte si può inoltre ammirare il trono d'oro (chiamato Takth-e-Rawal) che era il seggio del Maharaja durante l'audizione pubblica. Era montato su un elefante o trasportato da portatori su un palanchino durante le visite del Maharaja fuori del palazzo. Presso il viale d'ingresso alla sala, sono in mostra due grandi elefanti, ciascuno ricavato da un unico blocco di marmo.

### Palazzo della Maharani
Il Palazzo della Maharani era originariamente la residenza delle regine regali. È stato convertito in un museo, dove sono esposte le armi usate dai sovrani durante le campagne belliche, comprese quelle appartenenti al XV secolo. Il soffitto di questa camera ha affreschi unici, che sono preservati usando polvere di gioielli di pietre semipreziose. Un particolare armamentario in esposizione è il pugnale con azione a forbice, che quando è conficcato nel corpo di un nemico si dice che sbudelli la vittima, all'atto della sua estrazione. Gli altri manufatti in mostra includono spade con pistole ad esse attaccate, la spada regalata dalla Regina Vittoria al maharaja Sawai Ram Singh (1835–80) che è intarsiata di rubini e smeraldi, pistole funzionanti come bastoni d'accesso e un piccolo canone.

### Bhaggi Khana
Il Bhaggi Khana è un museo nel complesso di palazzi dove è in mostra una raccolta di vecchie carrozze, palanchini e taxi europei adottati come baggi (carri) in manifestazioni indiane. Il baggi che attira l'attenzione è quello donato dal Principe di Galles al Maharaja nel 1876, chiamato il baggi di Vittoria. In mostra qui sono anche il mahadol, un palanchino con un'unica asta di bambù che era usato per trasportare i preti, e un ratha (cocchio), che era utilizzato per trasportare gli idoli degli dei indù in processione in occasioni festive.

### Tempio di Govind Dev Ji
Il Tempio di Govind Dev Ji, dedicato al dio indù Krishna, fa parte del complesso del Palazzo di Jaipur. Fu costruito all'inizio del XVIII secolo fuori dalle mura posto in un ambiente di giardini. Ha candelieri europei e dipinti di arte indiana. Il soffitto del tempio è ornato in oro. La sua ubicazione forniva al Maharja una veduta diretta dal suo palazzo del Chandar Mahal. L'arathi (offerta di preghiere) per la divinità può essere vista dai devoti soltanto per sette volte durante il giorno.

## Informazioni per i visitatori
Il complesso di palazzi si trova nel cuore della Città Rosa, leggermente a nord-est dello stesso centro di Jaipur. Jaipur è ben connessa da una rete di collegamenti stradali, ferroviari ed aerei con tutte le principali città e cittadine dell'India.
L'Autrostrada Nazionale n. 8 che collega Delhi a Mumbai e la n. 11 che collega Bikaner ad Agra passano attraverso Jaipur.
Jaipur è sulla rete a scartamento largo e a scartamento metrico delle Ferrovie Indiane e e ha treni diretti sulla rete a scartamento largo con tutte le principali città del Rajasthan e dall'India. Jaipur è anche collegata con una linea ferroviaria a scartamento metrico con Sri Ganganagar, Churu e Sikar. Anche uno dei più famosi e lussuosi treni dell'India, il Palace on Wheels ("Palazzo su Ruote"), fa una fermata a Jaipur.
L'Aeroporto Internazionale di Jaipur (IATA: JAI, ICAO: VIJP), conosciuto come Aeroporto Internazionale di Sanganer, è situato nella sua città satellite di Sanganer. Fornisce collegamenti aerei domestici con Jodhpur, Udaipur, Aurangabad, Delhi, Hyderabad, Kolkata, Goa, Chennai, Ahmedabad, Indore, Bangalore, Mumbai, Surat, Bhopal, Lucknow, Gorakhpur e Jabalpur. Le sue attività internazionali sono, tuttavia, sporadiche, con voli cerso e da Mascate, Sharja, Bangkok e Dubai.
Il Palazzo e il Museo di Jaipur sono aperti ai visitatori da lunedì a domenica dalle ore 10 alle ore 17 (chiusi a Diwali / Holi e alcune festività selezionate). La tariffa d'ingresso per gli stranieri è di 150/80 rupie per adulti/bambini e di 35/20 rupie per i cittadini indiani adulti/bambini.